# Franciszek Junker
Franciszek Stanisław Junker (ur. 2 października 1893 w Zagórzu, zm. ?) – podpułkownik dyplomowany piechoty Wojska Polskiego, działacz niepodległościowy, kawaler Orderu Virtuti Militari.

## Życiorys
Syn Edwarda i Katarzyny z domu Kaperów. Uczył się w Przemyślu. Studiował dwa semestry na Uniwersytecie Franciszkańskim we Lwowie i dwa semestry w Akademii Górniczej w Przybramie. W latach 1911–1914 należał do Polskich Drużyn Strzeleckich.
W czasie I wojny światowej walczył w szeregach 3 pułku piechoty Legionów Polskich, a następnie II Korpusu Polskiego w Rosji. Od 11 maja do 15 września 1918 był w niewoli niemieckiej.
Po odzyskaniu przez Polskę niepodległości 15 listopada 1918 wstąpił do Wojska Polskiego. 30 kwietnia 1921 otrzymał przeniesienie z Baonu Zapasowego 26 pp na stanowisko dowódcy Okręgowej Szkoły Podoficerskiej Nr III w Radomiu. 20 maja został zatwierdzony na tym stanowisku przez dowódcę Okręgu Generalnego „Kielce”.
3 maja 1922 roku został zweryfikowany w stopniu kapitana ze starszeństwem z dniem 1 czerwca 1919 roku i 1014. lokatą w korpusie oficerów piechoty. Do jesieni 1926 roku pełnił służbę w 26 pułku piechoty we Lwowie, a później w Ekspozyturze Oddziału II Sztabu Generalnego we Lwowie. W okresie od 2 listopada 1926 roku do 31 października 1928 roku był słuchaczem Wyższej Szkoły Wojennej w Warszawie. Po ukończeniu studiów i uzyskaniu dyplomu naukowego oficera Sztabu Generalnego został przydzielony do dowództwa 9 Dywizji Piechoty w Siedlcach i wyznaczony na stanowisko oficera sztabu. W grudniu 1929 roku powierzono mu pełnienie obowiązków szefa sztabu tej dywizji. 27 stycznia 1930 został awansowany do stopnia majora ze starszeństwem z dniem 1 stycznia 1930 roku i 20. lokatą w korpusie oficerów piechoty. Po awansie został zatwierdzony na stanowisku szefa sztabu 9 Dywizji Piechoty. Jesienią 1931 roku został przeniesiony do 59 pułku piechoty wielkopolskiej w Inowrocławiu, w którym odbył staż liniowy na stanowisku dowódcy batalionu. W 1933 roku został przeniesiony do Centrum Wyszkolenia Piechoty w Rembertowie. Trzy lata później został dyrektorem nauk taktycznych w Wyższej Szkole Inżynierii w Warszawie.
W kampanii wrześniowej 1939 roku dowodził improwizowanym pułkiem występującym pod nazwą „Zgrupowanie Rudzica” w składzie Poznańskiej Brygady Obrony Narodowej. Po zakończeniu kampanii wrześniowej przebywał w niewoli niemieckiej, między innymi w Oflagu II C Woldenberg, w którym uczestniczył w konspiracyjnym szkoleniu i tajnych pracach wojskowych.

## Ordery i odznaczenia
- Krzyż Srebrny Orderu Wojskowego Virtuti Militari nr 7364 – 17 maja 1922[14][15][1]
- Krzyż Niepodległości – 12 maja 1931 „za pracę w dziele odzyskania Niepodległości”[16][2]
- Krzyż Walecznych czterokrotnie[2], po raz pierwszy w 1921[17]
- Złoty Krzyż Zasługi – 10 listopada 1938 „za zasługi w służbie wojskowej”[18]
- Medal Pamiątkowy za Wojnę 1918–1921[2]
- Medal Dziesięciolecia Odzyskanej Niepodległości[2]
- Medal międzysojuszniczy „Médaille Interalliée”[2] (zezwolenie Naczelnika Państwa w 1921)[19]